# Martten Kaldvee
Martten Kaldvee, né le 30 avril 1986 à Talinn, est un biathlète estonien. Il a aussi eu une courte carrière de fondeur.

## Biographie
Martten Kaldvee démarre le biathlon au niveau international lors de la saison 2007-2008 dans l'IBU Cup. Dès le début de la saison suivante, il est inclus dans l'équipe de Coupe du monde à Östersund. Il est ensuite sélectionné pour les Championnats du monde de Pyeongchang, où il est 45e de l'individuelle. Il améliore ce résultat en janvier 2010 en se classant septième du sprint d'Oberhof.
En 2010, il est présent pour ses premiers jeux olympiques à Vancouver, où il est 74e du sprint et 81e de l'individuelle. Il s'agit de aa dernière grande compétition également, puisqu'il annonce la fin de sa carrière sportive en septembre 2010.

## Palmarès
| Épreuve / Édition | Individuelle | Sprint | Poursuite | Départ en ligne | Relais |
| Vancouver 2010    | 81e          | 74e    | -         | -               | -      |

- - : pas de participation à l'épreuve.

### Championnats du monde
| Épreuve / Édition         | Individuelle | Sprint | Poursuite | Mass start | Relais | Relais mixte |
| Mondiaux 2009 Pyeongchang | 45e          | —      | —         | —          | 14e    | —            |

Légende :
- — : non disputée par Kaldvee

### Coupe du monde
- Meilleur classement général : 78e en 2010.
- Meilleur résultat individuel : 7e.

#### Différents classements en Coupe du monde
| Année     | Classement général final | Sprint | Poursuite | Individuelle | Mass start |
| 2009-2010 | 78e                      | 63e    | -         | -            | -          |